# Departament Deseado
El Departament Deseado és un departament de la província argentina de Santa Cruz. És un departament ric en gas, or, plata, pesca i petroli, limita a l'oest amb el Departament Lago Buenos Aires i al sud amb el departament Magallanes, a l'est posseeix una extensa costa sobre l'oceà Atlàntic i al nord limita amb la província del Chubut. El seu nom prové del riu Deseado, que el travessa d'oest a est. Juntament amb el Departament Escalante (província del Chubut) formen la Conca del Golf de San Jorge.
La seva capital és Puerto Deseado.